# 新撰落語もぎた亭
新撰落語もぎた亭（しんせんらくごもぎたてい）は、上方落語協会所属の落語家による、未発表の（ネタ下ろしの）新作落語のみで構成する落語会である。1992年に第1回目が開催された。

## 概要
1992年に笑福亭福三（のちの二代目森乃福郎）、露の都、桂蝶六（のちの三代目桂花團治）、桂福車の4人の落語家により始められた。笑福亭や桂などの一門の枠を超えて、上方の新作落語発展を目的に年に2 - 3回のペースにて、大阪市内で開かれている。1回の公演で4人の落語家が一つずつ、合計4つの新作落語を披露する形式をとっている。開始から2001年までは、ビールの人気ブランド名をもじって「落語一番搾り」という名称であった。

## 沿革
古典落語も新作落語も、どちらもバランスよく演じることをモットーとしていた笑福亭福三が中心となり、仲の良かった落語家三人（露の都、桂蝶六、桂福車）と共に、できたて（即ち未発表）の新作落語だけを扱う落語会を企画。「落語一番搾り」と銘打ち、1992年7月21日に第1回目が大阪市北区の太融寺にて開催された。
- 1993年3月の第3回をもって創設メンバーの一人である露の都が抜ける。このため1993年7月の第4回から1995年6月の第11回まで落語家3人体制となる。
- 1995年9月の第12回より林家花丸が加わり、落語家4人体制に戻る。これ以降、笑福亭福三以外は何度もメンバー交代を重ねている。（詳しくは参加落語家の項を参照）
- 1996年5月の第14回より現参加メンバーの一人である桂文福が加わる。
- 1999年2月の第22回より現参加メンバーの一人である露の団四郎が加わる。
- 2000年10月に創設メンバーである笑福亭福三が二代目森乃福郎を襲名する。
- 2001年3月の第28回より会の名称が「落語一番搾り」から「新撰落語もぎた亭」へと変更になる。
- 2008年7月に第50回記念公演が大阪市北区の天満天神繁昌亭にて行われる。
- 2018年12月に神戸新開地・喜楽館にて行われた「新撰落語もぎた亭番外公演」をもって創設メンバーである二代目森乃福郎が抜ける。
- 2019年3月の第77回より現参加メンバーの一人である笑福亭呂竹が加わる。
- 2023年11月の第8８回より現参加メンバーの一人である桂まめだが加わる。

## 特色
毎公演ごとに、その日に初めて披露（ネタ下ろし）される新作落語のみをかけるのが約束となっている。通常、落語を聞く場合、タイトルだけで噺のサゲが分かるということも多いが、新撰落語もぎた亭の噺は、作者と演者以外、誰もサゲを知らない、というのが売り物になっている。
出演している落語家によっては、「新撰落語もぎた亭」で気に入った噺を自分の持ちネタとして、その後、他の落語会でかけるケースも多い。
一般的に新作落語の台本は落語家自身が執筆するケースも多いが、創設メンバーの笑福亭福三（のちの二代目森乃福郎）が、新作落語の隆興のためには落語台本作家の育成も必要と考えていたため、「新撰落語もぎた亭」では、会にかけるネタ（台本）作りは、すべて外部の作家に委託している。当初から現在に至るまで、10名程度の作家に台本の執筆を依頼し、集まった台本の中から毎回、演者である落語家が気に入ったものを選択し、舞台にかけるシステムを取っている。

## 参加落語家
- 笑福亭福三（二代目森乃福郎）- 初回から第76回（2018年9月）まで参加。
- 露の都 - 初回から第3回（1993年3月）まで参加。
- 桂蝶六（三代目桂花團治） -  初回から第18回（1997年10月）まで参加。
- 桂福車 - 初回から第21回（1998年10月）まで参加。
- 林家花丸 - 第12回（1995年9月）から第21回（1998年10月）まで参加。
- 笑福亭伯鶴 - 第13回（1996年1月）から第21回（1998年10月）まで参加。
- 桂文福 - 14回（1996年5月）から参加。
- 桂枝三郎 - 第15回（1996年9月）に参加。
- 桂つく枝（五代目桂文三） - 第16回（1997年1月）から第20回（1998年6月）まで参加。
- 笑福亭純瓶 - 第22回（1999年2月）から第48回（2007年10月）まで参加。
- 露の団四郎 - 第22回（1999年2月）から参加。
- 林家そめすけ - 第48回（2007年10月）から第71回（2016年7月）まで参加。
- 笑福亭扇平 - 第51回（2008年12月）から第52回（2009年3月）まで参加。
- 笑福亭岐代松 - 第72回（2017年1月）から第76回（2018年9月）まで参加。
- 笑福亭呂竹 - 第77回（2019年3月）から参加。
- 笑福亭松五 - 第77回（2019年3月）から第87回（2023年6月）まで参加。
- 桂まめだ - 第88回（2023年11月）から参加。

正式な参加メンバーではないが、2006年11月の第45回では、笑福亭鶴瓶が飛び入り参加している。

## 番外編
第1回から90回以上の回数を重ねてきているが、その回数に含まれていない公演が複数ある。これらは「新撰落語もぎた亭」のために書かれた新作落語を披露しているが、その日に初めて披露（ネタ下ろし）される噺ではなかったため、番外編として扱われている。
- 1996年から2005年まで、毎年6月に東京都中央区のお江戸日本橋亭にて番外編として「新撰落語もぎた亭東京公演」が行われた。
- 2002年8月と2003年9月には、上方落語と縁が深い大阪市中央区の高津宮にて「新撰落語もぎた亭特別公演」が行われた。
- 2005年9月に大阪市中央区のワッハ上方4階の上方亭にて「新撰落語もぎた亭特別公演」が行われた。
- 2009年2月に京都市中京区の元・立誠小学校の特設シアターにて「新撰落語もぎた亭出前寄席」が行われた。
- 2009年8月には、寄席発祥の地と言われる東京都台東区の下谷神社にて「新撰落語もぎた亭東京特別公演」が行われた。
- 2009年11月には名古屋市中区の大須演芸場で「新撰落語もぎた亭名古屋公演」が行われた。
- 2018年12月に神戸市兵庫区の神戸新開地・喜楽館で「新撰落語もぎた亭番外公演」が行われた。